# Église Saint-Romain de Saint-Romain-de-Benet
L'église Saint-Romain est une église située sur la commune de Saint-Romain-de-Benet, dans le département français de la Charente-Maritime en région Nouvelle-Aquitaine.

## Historique
Cet édifice d'aspect assez atypique est issu de plusieurs campagnes de reconstructions, qui s'étalèrent sur près de huit siècles. Si la première pierre du sanctuaire fut posée au XIIe siècle, celui-ci sera gravement endommagé à la suite d'un incendie, survenu à la fin du Moyen Âge. Rebâti à l'économie, le monument n'est pas loin de s'effondrer sur les fidèles lorsqu'il est décidé, vers le XVIIe siècle, de le remettre en état. Saccagée durant la Révolution, l'église restera en chantier durant une large partie du XIXe siècle, époque à laquelle on remplace les voûtes du chœur, avant de surhausser le clocher roman en 1830. La façade, imitant le style roman, est en fait édifiée en 1883. Celle-ci est percée d'un oculus, surmontant un portail dépourvu d'ornements.
L'église est classée au titre des monuments historiques par arrêté de 1921.

## Description
L'élément caractéristique de cette église est sa file de coupoles, édifiées en 1901 sous la supervision de Charles Fernand Lasne, et laissées apparentes. Construites en ciment, elles donnent à l'édifice de faux airs orientaux.
Le sanctuaire, qui devait être à l'origine en forme de croix latine, n'a conservé de sa structure originelle qu'une nef formée de quatre travées, prolongée par un chœur en cul-de-four, lequel est percé de sept baies. Huit demi-colonnes, réparties le long de l'abside, tiennent lieu de contreforts. Le clocher, qui conserve dans sa partie inférieure une série d'arcatures romanes, est percé de trois minces ouvertures dans sa partie supérieure, selon une disposition que l'on retrouve à l'église de Berneuil, à quelques dizaines de kilomètres.

## Mobilier
L'intérieur conserve un mobilier datant principalement du XIXe siècle. Plusieurs statues en plâtre, de facture assez naïve, sont visibles dans la nef : elles représentent notamment saint Michel et Jeanne d'Arc. L'abside, en cul-de-four, est ornée de peintures murales représentant un christ en majesté. À l'entrée de la nef, sur le côté gauche, un chapiteau daté du XIIe siècle présente des motifs végétaux.

## Galerie

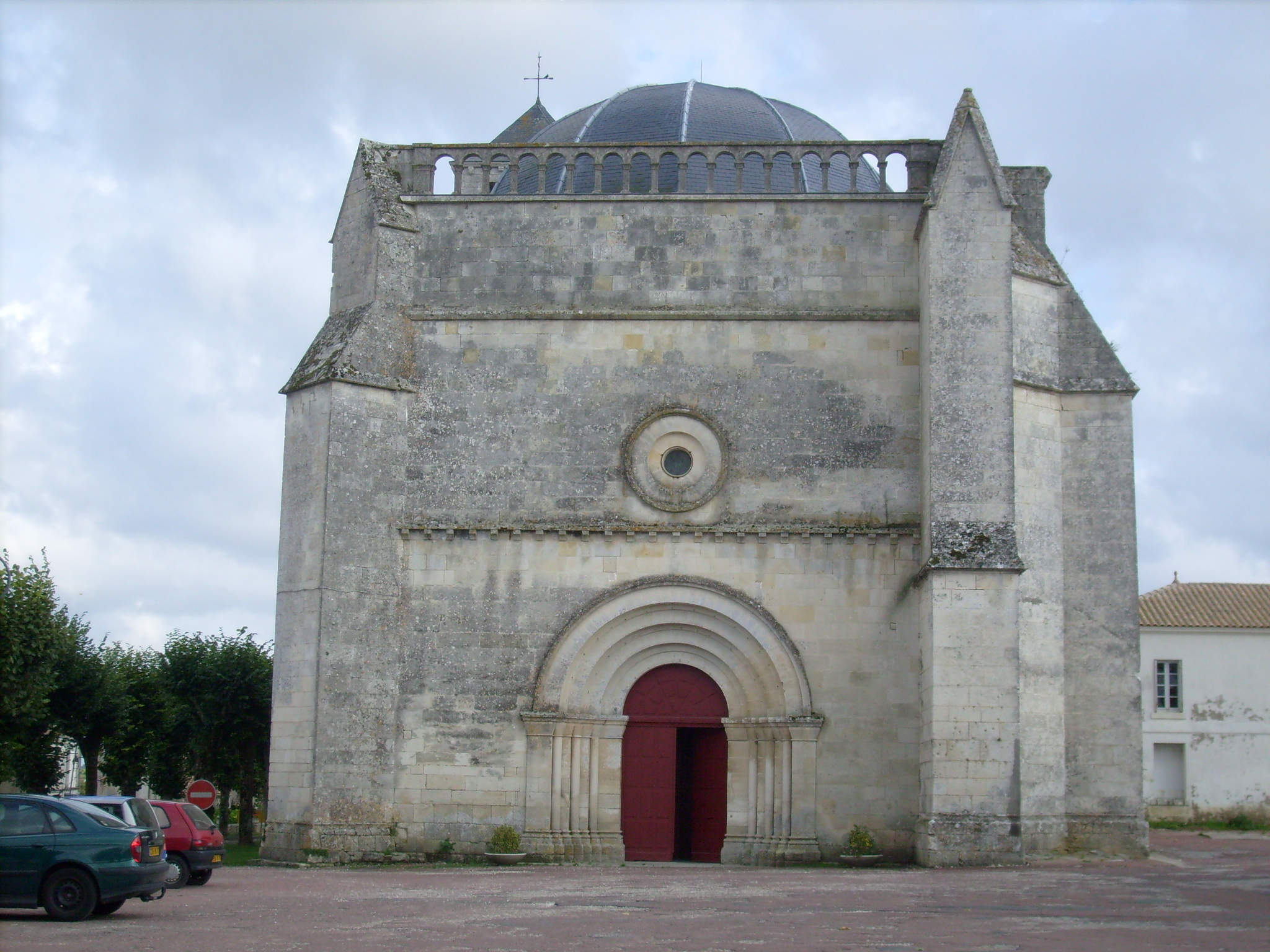
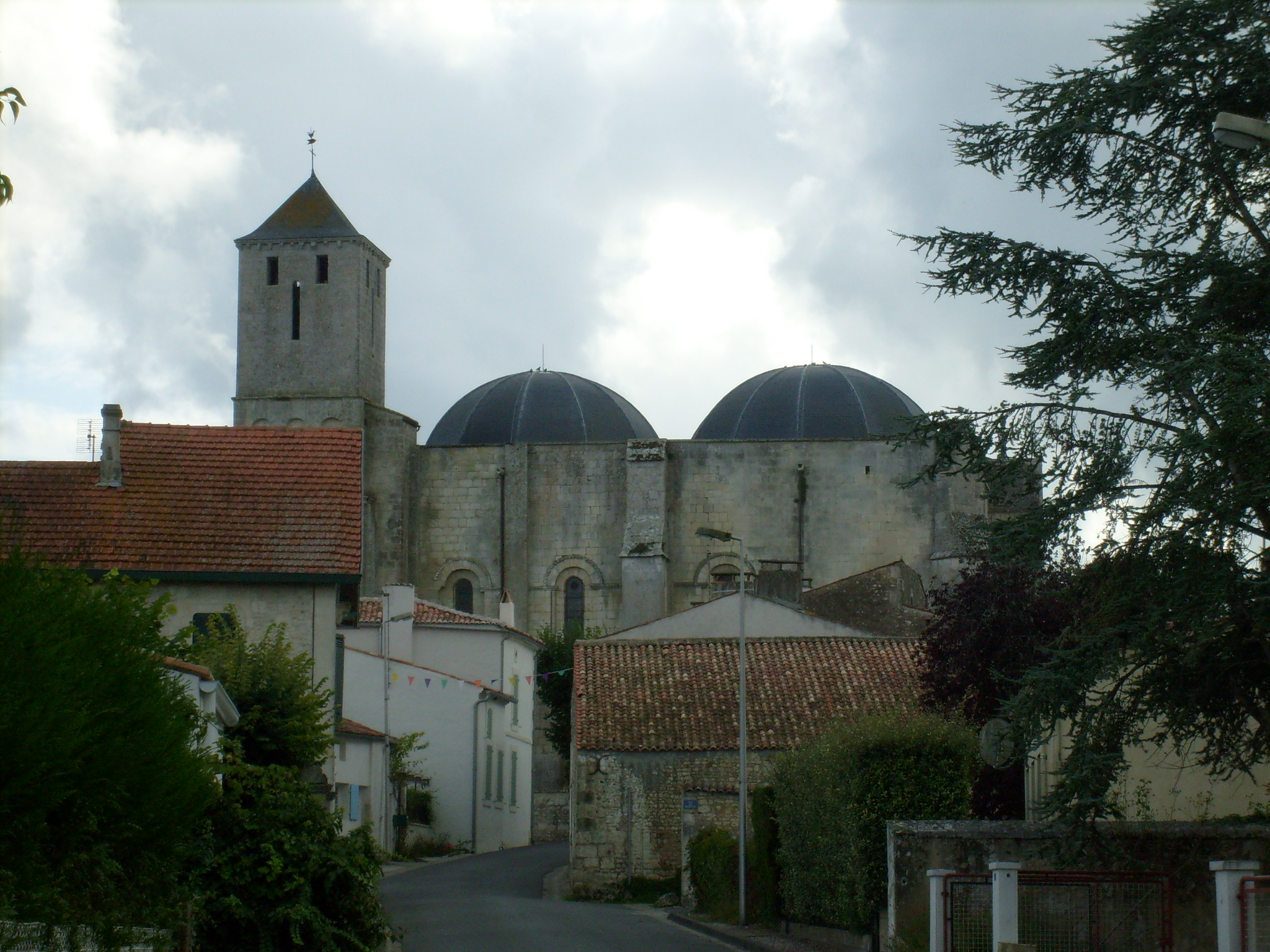
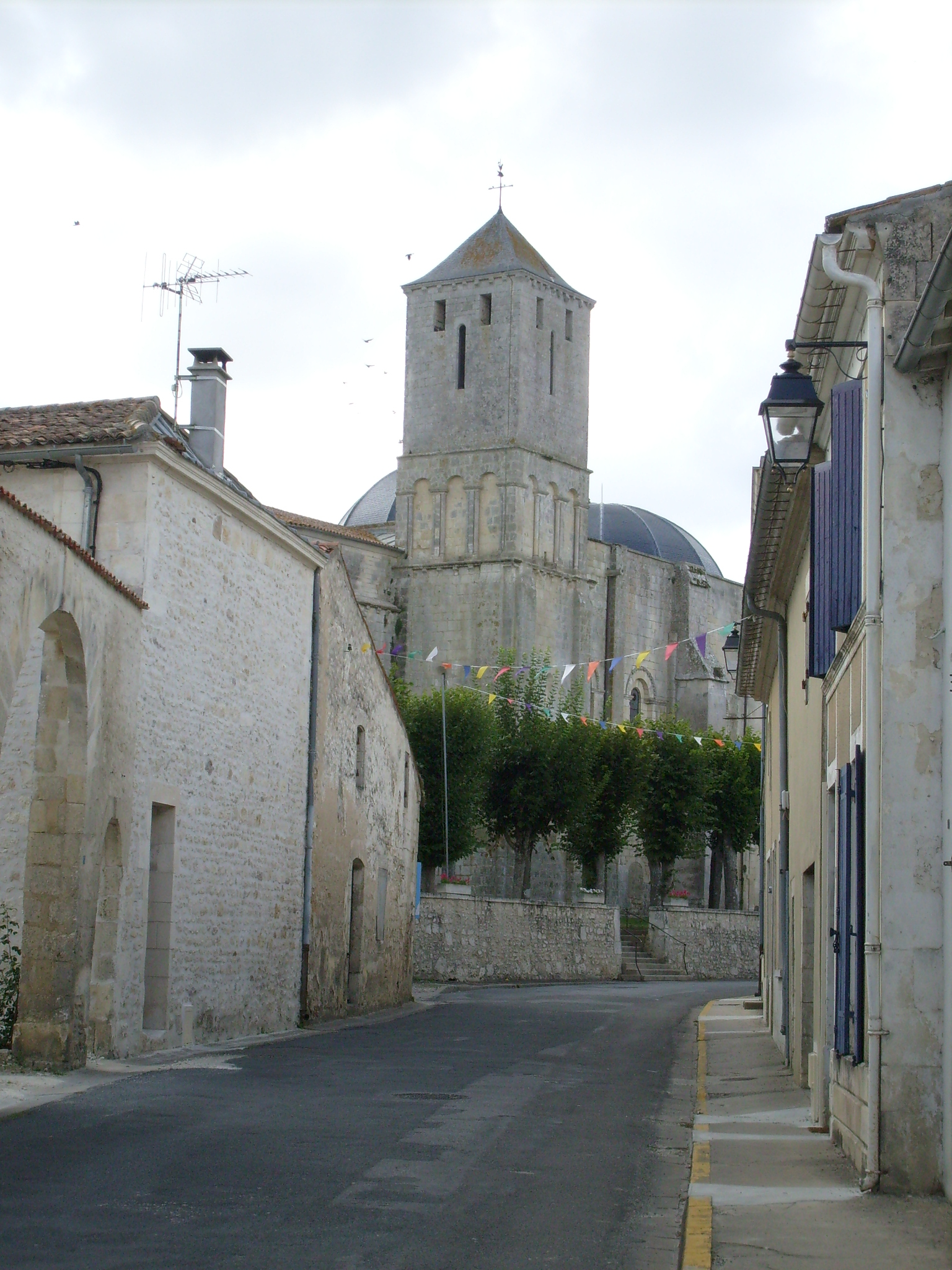
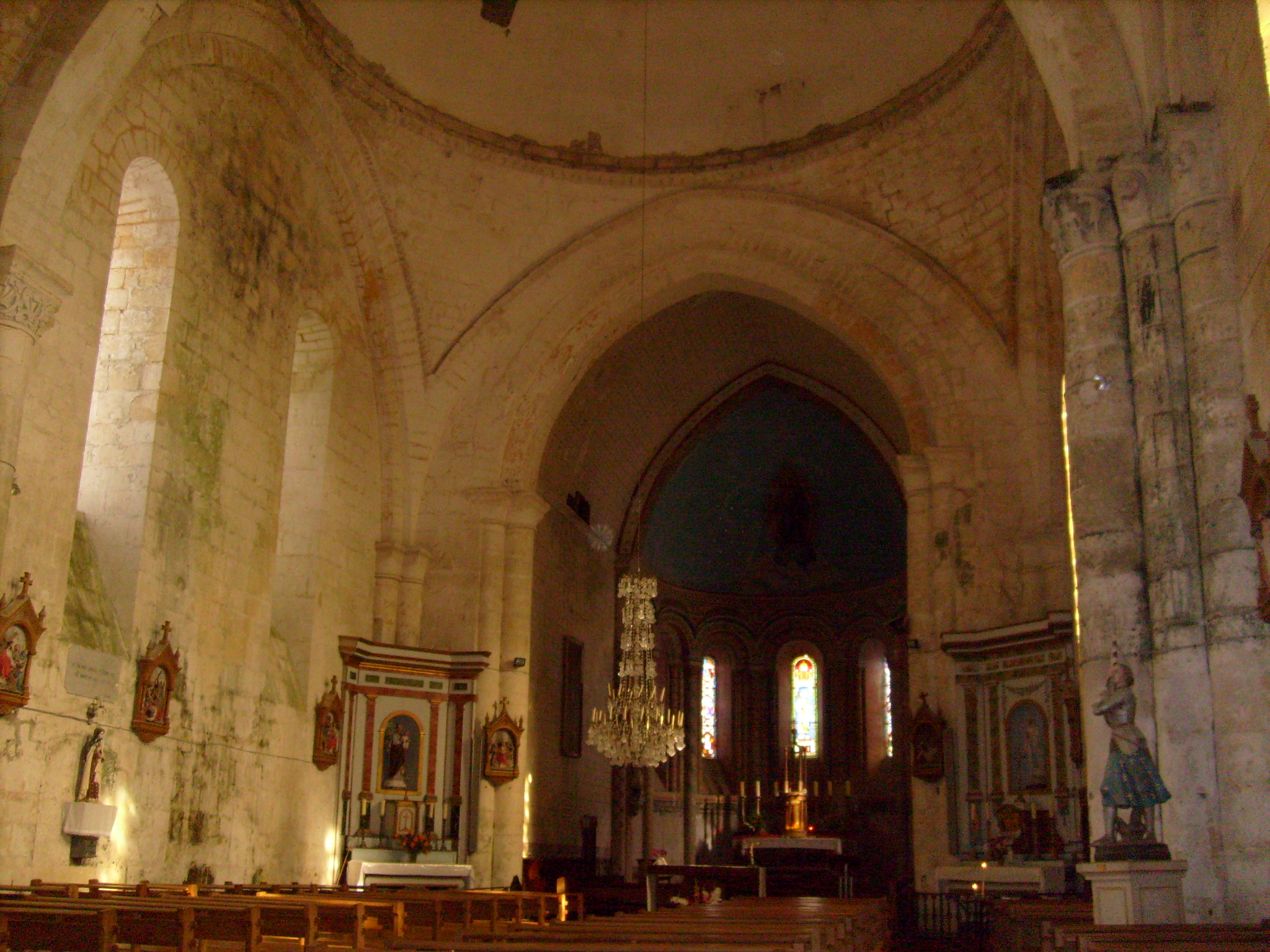